# تجرید الاعتقاد
تجریدالاعتقاد (چکیدهٔ باور دینی)، تألیف خواجه نصیرالدین طوسی، کتابی در علم کلام و به زبان عربی است. 
موضوع آن توضیح و اثبات عقاید تشیع است و جزء کتاب‌های مهم (و به عقیده برخی، نخستین کتاب) در این زمینه شمرده می‌شود.

## معرفی
این کتاب در ابتدا تحریر العقائد (تدوین باورهای دینی) نام داشت، اما بعدها به اسامی دیگری همچون تجرید الاعتقاد ، تجرید العقائد ، و تجرید الکلام شهرت یافت.
کتاب تجرید العقائد یکی از نوشته‌های پرتاثیر خواجه در دانش کلام است. 
این کتاب سهم عمده‌ای در تحول علم کلام داشته‌است و به مدت چند قرن پیاپی به عنوان متن معیار محسوب می‌شده است. گفته شده‌است که بسیاری از مکاتب فلسفی همچون مکتب شیراز، نوآوری‌های خویش را با توجه به متن این کتاب آشکار کرده‌اند. در مکتب فلسفی اصفهان تا اندازه‌ای این کتاب در حاشیه قرار گرفت و بیشتر به عنوان متنی کلامی ملاحظه شد. کلام فلسفی هم در میان شیعیان و هم در میان اهل سنت مورد توجه بوده‌است چنان‌که کتاب طوالع قاضی بیضاوی و مواقف عضدالدین ایجی نظیر کتاب تجرید در میان اهل سنت‌اند.

### بخش‌ها
تجرید الاعتقاد، شش «مقصد» (بخش) دارد که به ترتیب عبارتند از: 
- امور عامه
- جواهر و اعراض
- اثبات صانع و صفات او
- نبوت
- امامت
- معاد[۴]

## شرح و حاشیه‌ها
از لحاظ محکم بودن و اختصار، تجریدالاعتقاد جزء ارزشمندترین متون کلامی شیعی به‌شمار می‌آید. با توجه به شهرت این کتاب، از همان زمان تألیف، دانشمندان فرقه‌های مختلف اسلامی شروح و حواشی متعددی به فارسی و عربی برای آن نوشته‌اند.
معروف‌ترین و ظاهراً نخستین شرح تجریدالاعتقاد توسط علامه حلّی، (شاگرد خواجه نصیرالدین طوسی) نوشته شده‌است. این شرح، کشف المراد فی شرح تجرید الاعتقاد نام دارد. برخی معتقدند که اگر این شرح نبود، شاید مقصود دقیق خواجه از مباحث این اثر هیچگاه روشن نمی‌شد.
سایر شرح‌های معروف و قدیمی این اثر عبارت‌اند از:
- الجوهر النضید
- تعرید الاعتماد فی شرح تجرید الاعتقاد، اثر شیخ شمس الدین محمد اسفراینی بیهقی (متوفی ۷۴۶)
- تسدید یا تشیید القواعد فی شرح تجرید العقاید، اثر شمس الدین محمودبن عبدالرحمان بن احمد عامی اصفهانی، معروف به شرح قدیم.
- شرح فاضل قوشچی (متوفی ۸۷۹)، معروف به شرح جدید.
- شرح ملاعبدالرزاق لاهیجی (متوفی ۱۰۵۱)
- الحاشیه علی الهیات الشرح الجدید للتجرید